# Psychotria ammericola
Psychotria ammericola är en måreväxtart som beskrevs av André Guillaumin. Psychotria ammericola ingår i släktet Psychotria och familjen måreväxter. Inga underarter finns listade i Catalogue of Life.